# Asphodeline liburnica
Asphodeline liburnica là một loài thực vật có hoa trong họ Thích diệp thụ. Loài này được (Scop.) Rchb. miêu tả khoa học đầu tiên năm 1830.